# Casas del Castañar (kommunhuvudort)
Casas del Castañar är en kommunhuvudort i Spanien.   Den ligger i provinsen Provincia de Cáceres och regionen Extremadura, i den centrala delen av landet, 190 km väster om huvudstaden Madrid. Casas del Castañar ligger 680 meter över havet och antalet invånare är 661.
Terrängen runt Casas del Castañar är kuperad åt sydost, men åt nordväst är den bergig. Runt Casas del Castañar är det ganska glesbefolkat, med 23 invånare per kvadratkilometer. Närmaste större samhälle är Plasencia, 17,7 km sydväst om Casas del Castañar. 